# Pristimantis gentryi
Pristimantis gentryi är en groddjursart som först beskrevs av Lynch och William Edward Duellman 1997.  Pristimantis gentryi ingår i släktet Pristimantis och familjen Strabomantidae. IUCN kategoriserar arten globalt som starkt hotad. Inga underarter finns listade i Catalogue of Life.